# Pallacanestro ai XV Giochi asiatici
La pallacanestro ai Giochi asiatici 2006 si è svolta dal 23 novembre al 15 dicembre nella Basketball Indoor Hall di Doha, in Qatar. Nella disciplina della pallacanestro sono stati effettuati due tornei, quello maschile e quello femminile, che hanno visto coinvolti 310 cestisti da 21 nazioni.

## Medagliere
| Posiz. | Nazione  | Oro | Argento | Bronzo | Totale |
| ------ | -------- | --- | ------- | ------ | ------ |
| 1      | Cina     | 2   | 0       | 0      | 2      |
| 2      | Qatar    | 0   | 1       | 0      | 1      |
| 2      | Taiwan   | 0   | 1       | 0      | 1      |
| 3      | Giappone | 0   | 0       | 1      | 1      |
| 3      | Iran     | 0   | 0       | 1      | 1      |
| Totale | Totale   | 2   | 2       | 2      | 6      |

## Classifiche finali

### Maschile
| Pos.    | Squadra             | Formazione |
| ------- | ------------------- | --- |
| Oro     | Cina                | Cina4 Hu, 5 Liu, 6 Zhang, 7 Wang S., 8 Zhu, 9 Sun, 10 Li N., 11 Yi, 12 Mo, 13 Tang, 14 Wang Z., 15 Li K., All. -                                                 |
| Argento | Qatar               | Qatar4 al-Nasr, 5 Ma. Abdullah, 6 Ali, 7 Mousa, 8 Suliman, 9 Turki, 10 Ismail, 11 Saeed, 12 Mo. Abdullah, 13 Salaheldin, 14 Zaidan, 15 Salem, All. -             |
| Bronzo  | Iran                | Iran4 Tajik, 5 Amini, 6 Veisi, 7 Kamrani, 8 S. Bahrami, 9 Zandi, 10 Afagh, 11 Honardoust, 12 A. Bahrami, 13 Ahmadian, 14 Nabipour, 15 Haddadi, All. -            |
| 4.      | Giordania           | Template:Giordania di pallacanestro ai giochi asiatici 2006 |
| 5.      | Corea del Sud       | Corea del Sud4 Kim T., 5 Kim M., 6 Yang D., 7 Ha, 8 Yang H., 9 Lee, 10 Bang, 11 Seo, 12 Song, 13 Kim Seo., 14 Kim J., 15 Kim Seu., All. Choe Bu-yeong            |
| 6.      | Giappone            | Giappone4 McArthur, 5 Ono, 6 Sakurai, 7 Sako, 8 Kashiwagi, 9 Orimo, 10 K. Takeuchi, 11 Amino, 12 Watanabe, 13 Aono, 14 Itō, 15 J. Takeuchi, All. Kimikazu Suzuki |
| 7.      | Kazakistan          | Template:Kazakistan di pallacanestro ai giochi asiatici 2006 |
| 8.      | Taiwan              | Template:Taipei Cinese maschile pallacanestro Giochi asiatici 2006                                                                                               |
| 9.      | Libano              | Template:Libano di pallacanestro ai giochi asiatici 2006 |
| 10.     | Siria               | Template:Siria di pallacanestro ai giochi asiatici 2006 |
| 11.     | Uzbekistan          | Template:Uzbekistan di pallacanestro ai giochi asiatici 2006 |
| 12.     | Bahrein             | Template:Bahrain di pallacanestro ai giochi asiatici 2006 |
| 13.     | Afghanistan         | Template:Afghanistan di pallacanestro ai giochi asiatici 2006 |
| 13.     | Macao               | Template:Macao di pallacanestro ai giochi asiatici 2006 |
| 13.     | Mongolia            | Template:Mongolia di pallacanestro ai giochi asiatici 2006 |
| 13.     | Emirati Arabi Uniti | Emirati Arabi Uniti4 Abdulredha, 5 Mubarak, 6 Khalfan, 7 Moosa, 8 Alnuaimi, 9 Ahmed, 10 Katoot, 11 Mohamed, 12 Alzaabi, 13 Rashed, 14 Al-Hattawi, 15 Salem,      |
| 17.     | Hong Kong           | Template:Hong Kong di pallacanestro ai giochi asiatici 2006 |
| 17.     | India               | Template:India di pallacanestro ai giochi asiatici 2006 |
| 17.     | Kuwait              | Template:Kuwait di pallacanestro ai giochi asiatici 2006 |
| 17.     | Palestina           | Template:Palestina di pallacanestro ai giochi asiatici 2006 |

### Femminile
| Pos.    | Squadra       | Formazione |
| ------- | ------------- | --- |
| Oro     | Cina          | Cina4 Song, 5 Bian, 6 Jia, 7 Zhang W., 8 Miao, 9 Ren, 10 Sui, 11 Ji, 12 Chen X., 13 Liu, 14 Zhang X., 15 Chen N., All. -                                              |
| Argento | Taiwan        | Taiwan4 Chen, 5 Chien, 6 Chiang, 7 Sun, 8 Lan, 9 Chu, 10 Wen, 11 Cheng, 12 Lin H., 13 Lin C., 14 Li, 15 Liu, All. Hung Ling-yao                                       |
| Bronzo  | Giappone      | Giappone4 Isoyama, 5 Suwa, 6 Morimoto, 7 Watanabe, 8 Sakakibara, 9 Nakagawa, 10 Utsumi, 11 Hata, 12 Yoshida, 13 Ōga, 14 Yamada, 15 Ikeda, All. Tomohide Utsumi        |
| 4.      | Corea del Sud | Corea del Sud4 Kang, 5 Choe, 6 Kim S., 7 Kim E., 8 Park, 9 Kim Ji., 10 Byeon, 11 Sin, 12 Hong, 13 Kim Je., 14 Kim G., 15 Yang, All. Yu Su-jong                        |
| 5.      | Thailandia    | Thailandia4 Tunsaw, 5 Charoenrat, 6 Saechua, 7 Papaktaku, 8 Wandee, 9 Jantakan, 10 Jantuma, 11 Janthabut, 12 Chanasuek, 13 Likitsarun, 14 Mathuros, 15 Banmoo, All. - |
| 6.      | Libano        | Libano4 Eskidjian, 5 El-Charif, 6 El-Achkar, 7 El-Chalouhi, 8 Najem, 9 Schoucair, 10 Alameddine, 11 Dandan, 12 Mamo, 13 Nasr, 14 Khalil, 15 Tabakian, All. -          |